# Ha… (film)
A Ha... (eredeti cím: If...) 1968-ban bemutatott angol filmdráma Lindsay Anderson rendezésében, mely az 1960-as évek egyik elementáris erejű, emblematikus filmje. A Ha... az angol új hullám egyik késői alkotása, egy dühödt látomás a brit iskolarendszer abszurditásairól.
A nyári szünet után egy srác visszamegy a kollégiumba. Az iskolában hibátlanul működő hierarchikus, a társadalmi ranglétrát minden elé helyező, elnyomó rendszer működik. Mick Travis és társai eleinte a kamaszos ellenállás eszközeivel szállnak szembe az elnyomó rendszerrel, de amikor az ellenállásuk miatt eltanácsolják őket, fegyvert ragadnak és kegyetlenül lőnek mindenkire, akit és amit csak eltalálnak.
Nincs miért eltűrni a kollégium álszentségét, a tanárok piszkoskodásait; aki tűr, annak éppen ugyanaz a sors a jutalma, mint annak, aki ellenáll.

## Szereplők
| Mick Travis    | Malcolm McDowell | Szurdi Miklós   | Rékasi Károly   |
| Johnny         | David Wood       | Fazekas István  | Szűcs Sándor    |
| Wallace        | Richard Warwick  |                 | Quintus Konrád  |
| Lány           | Christine Noonan |                 | Nyakó Juli      |
| Bobby Phillips | Rupert Webster   |                 |                 |
| Rowntree       | Robert Swann     | Szombathy Gyula | Felföldi László |
| Denson         | Hugh Thomas      |                 |                 |
| Fortinbras     | Michael Cadman   |                 |                 |
| Barnes         | Peter Sproule    |                 |                 |

## Díjak
- Cannes-i fesztivál (1969)
  - díj: Arany Pálma
- BAFTA-díj (1969)
  - jelölés: legjobb rendező (Lindsay Anderson)
  - jelölés: legjobb forgatókönyv jelölés (David Sherwin)
- Golden Globe-díj (1970)
  - jelölés: legjobb külföldi film